# Grabowiec-Góra
Grabowiec-Góra – wieś  w Polsce, położona w województwie lubelskim, w powiecie zamojskim, w centralnej części gminy Grabowiec.
Wieś położona nad rzeką Kalinówką, w obrębie Działów Grabowieckich. Historyczna nazwa wioski to Wołucza.
Wieś jest sołectwem w gminie Grabowiec. Według Narodowego Spisu Powszechnego z roku 2011 wieś liczyła 529 mieszkańców.
Wierni Kościoła rzymskokatolickiego należą do parafii św. Mikołaja w Grabowcu.

## Historia
Pierwsza wzmianka o miejscowości pochodzi z roku 1558, kiedy król Zygmunt August pozwolił włączyć do Grabowca przedmieście Góra, którego nazwa pochodzi od Góry Zamkowej. Odtąd stanowiła ona integralną część miasta. W 1618 roku w Wołuczy odbyło się posiedzenie sądu dla rozstrzygnięcia sporu pomiędzy starostą a mieszczanami grabowieckimi. Spór ten rozstrzygnięto na korzyść mieszczan.
W 1633 roku we wsi osiedlili się dwaj wybrańcy: Andrzej Wokulski i Grzegorz Molisski obdarowani po 2 łany użytków. W 1656 roku jeden łan otrzymał w Wołuczy także inny wybraniec Jan Kłębkowski, który drugi łan posiadał w mieście Grabowcu.
W XVIII wieku mieszkańcy Góry Grabowiec przeciętnie uprawiali po jednej ćwierci pola. Istniała tutaj wówczas także piekarnia, której właścicielem był Jan Boniecki. W 1765 roku były tu 64 domy.
Po I rozbiorze Polski dobra Grabowiec przeszły na własność rządu austriackiego, od którego w latach 1799–1807 dzierżawił je Piotr Świdziński. W 1807 roku Grabowiec został sprzedany na licytacji za 78 701 zł reńskich Janowi Terleckiemu, który jeszcze w tym samym roku ofiarował je w posagu swemu zięciowi Feliksowi Radziejewskiemu, żonatemu z Bronisławą z Terleckich. Ponieważ nabywca w określonym terminie nie uiścił wszystkich należności, dobra te w 1822 roku zostały mu odebrane i na ponownej licytacji nabył je Kazimierz Radziejowski. Po jego śmierci ok. 1832 roku Grabowiec otrzymał w spadku jego syn – Józef Radziejowski I, który w 1840 roku sprzedał majątek Mikołajowi Nikodemowi Teleżyńskiemu.

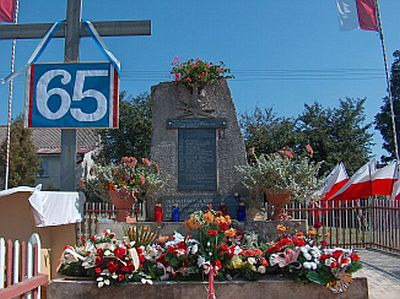
Pomnik ofiar masakry w szpitalu polowym

W 1846 roku dobra grabowieckie od Mikołaja Teleżyńskiego nabył Roman Tuszowski i gospodarował tutaj aż do roku 1898. W latach 1898–1909 właścicielem majątku był Adam Tuszowski, po którym od 1909 roku dziedziczyły dzieci: Roman, Józefa i Zofia.
W czasie I wojny światowej, w 1915 roku we wsi spłonęło 50 gospodarstw. Według spisu z 1921 roku wieś liczyła 104 domy i 643 mieszkańców, w tym 34 Ukraińców. Według danych z 1929 roku we wsi był wiatrak.
25 września 1939 roku żołnierze Armii Czerwonej zastrzelili ponad 20 rannych żołnierzy polskich i lekarzy zabranych ze szpitala polowego w Grabowcu. 20 lutego 1943 roku Niemcy wysiedlili mieszkańców wsi.
W latach 1975–1998 miejscowość administracyjnie należała do województwa zamojskiego.

## Atrakcje turystyczne
Na terenie wioski znajduje się rezerwat przyrody Wygon Grabowiecki, który chroni sta, nowisko susła perełkowanego. W obrębie sołectwa zlokalizowany jest także jedyny na terenie gminy pomnik przyrody nieożywionej – źródło Łza Księżniczki.